# 學甲寮 (學甲區)
學甲寮，原寫為學甲藔，是臺灣臺南市學甲區的一個傳統地域名稱，為傳統學甲十三庄的庄頭之一，位於該區東南半葉的東北端。相較於今日行政區，其範圍大致包括平和里、宅港里北部東側凸出部分的北大半部、新達里東部中央凸出部分。
本地區境內主要聚落為學甲藔、西平藔、大埤仔。

## 歷史
台灣日治初期，學甲寮地區為一街庄，稱為「學甲藔庄」（舊制街庄），隸屬於學甲堡。該庄昔日北邊及東邊北段隔急水溪北側分流分別與飯店庄、田藔庄為界，東邊中段與天保厝庄、坔頭港庄為鄰，東邊南段及東南邊與大墩藔庄為鄰，西南邊及西邊為宅仔港庄。
1901年（日治明治三十四年）11月11日，全台廢縣廳改設二十廳，該庄隸屬於鹽水港廳。1904年（明治三十七年）4月1日，該庄編入「學甲藔區」，隸屬於鹽水港廳。1906年（明治三十九年）4月1日，鹽水港廳內管轄區域調整，該庄改隸屬於「塭仔內區」。1909年（明治四十二年）10月25日，全台合併二十廳為十二廳，塭仔內區改隸屬於臺南廳。1920年（大正九年）10月1日，全台地方制度大改正，廢十二廳改設五州二廳，該庄改制並雅化為「學甲寮」大字，隸屬於臺南州北門郡學甲庄（新制街庄）。
戰後學甲庄改制為學甲鄉，隸屬於臺南縣，大字亦改制為村。1950年（民國39年）10月25日，雲、嘉、南分治，學甲鄉仍隸屬於臺南縣。1968年（民國57年）1月26日，學甲鄉升格為學甲鎮，村亦改制為里。2010年（民國99年）12月25日，臺南縣、市合併為直轄臺南市，學甲鎮改制為學甲區。

## 聚落
本地區發展較早的聚落為學甲藔、西平藔、大埤仔，在日治初期的官方地圖上已有記載。

## 交通
省道台19線又稱「中央公路」，是彰化至永康的幹道，經過本地區北部邊界地帶。由該道路北行可前往鹽水區、嘉義縣義竹鄉、朴子市、六腳鄉等地；南行可前往學甲區學甲市區、佳里區、西港區、安定區等地。
區道南70線是宅港至八老爺的道路，經過本地區北部的西平藔、學甲藔、大埤仔三個聚落。

## 圖集

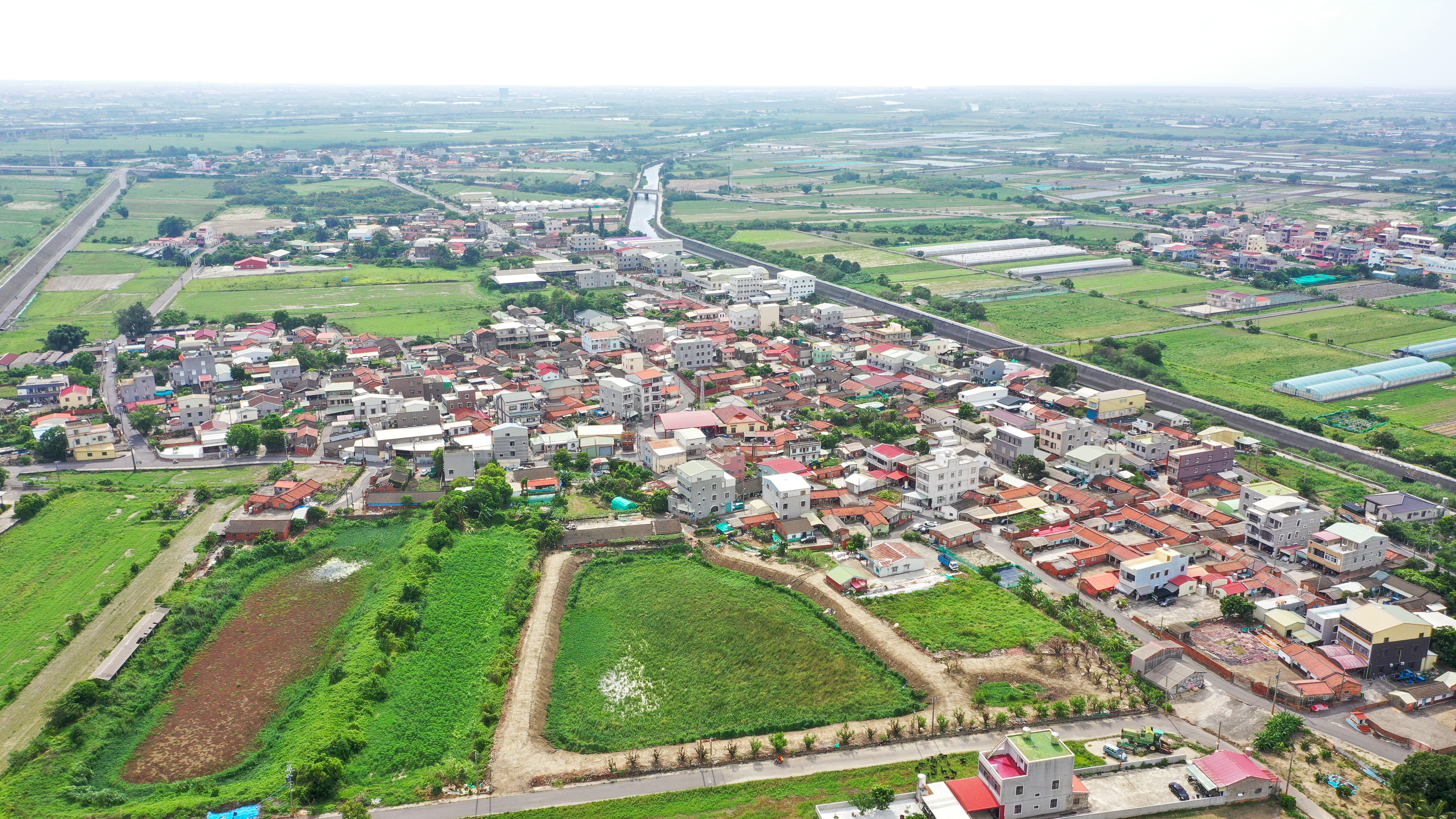
臺南市學甲區學甲寮空拍圖1
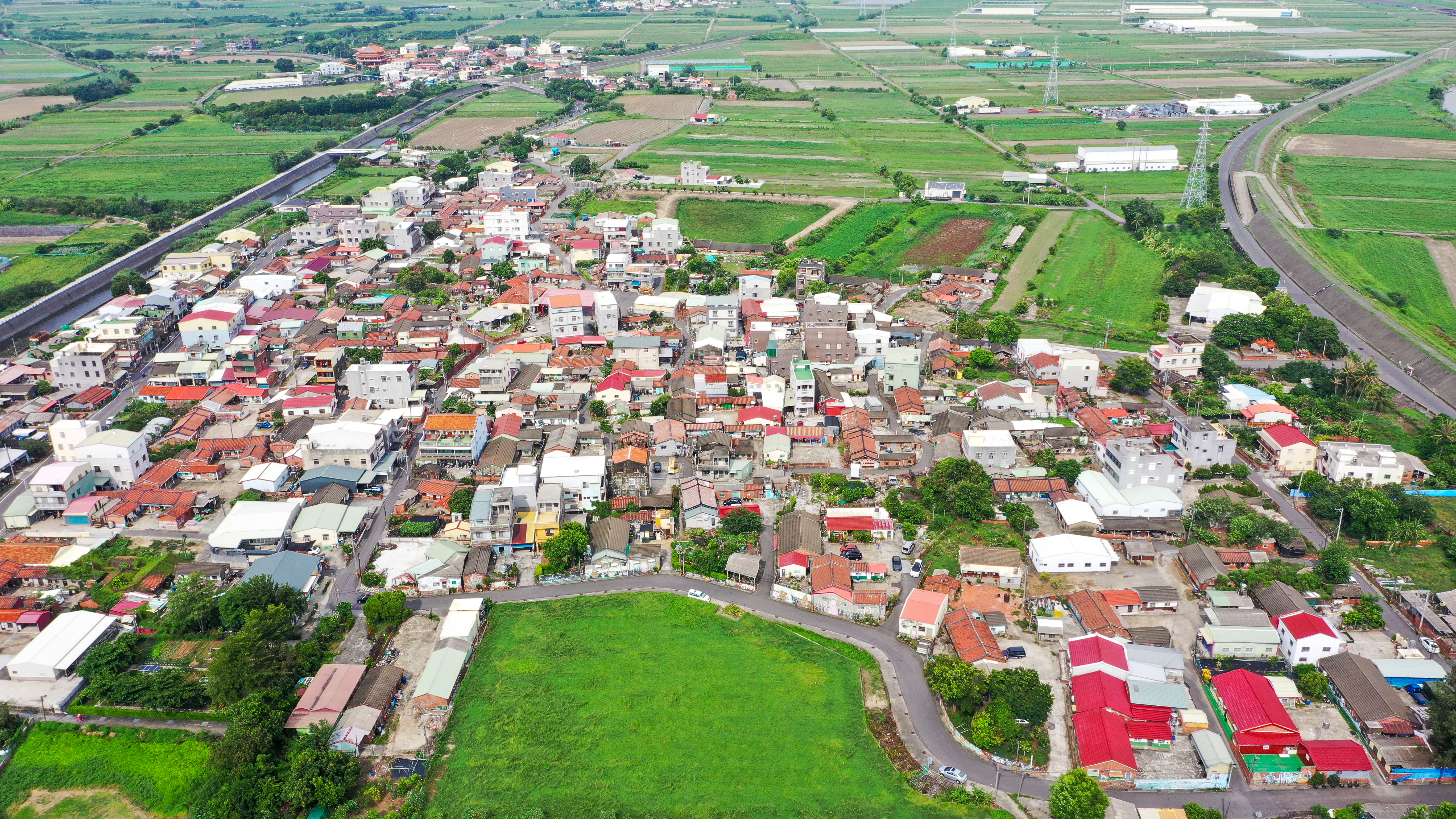
臺南市學甲區學甲寮空拍圖2
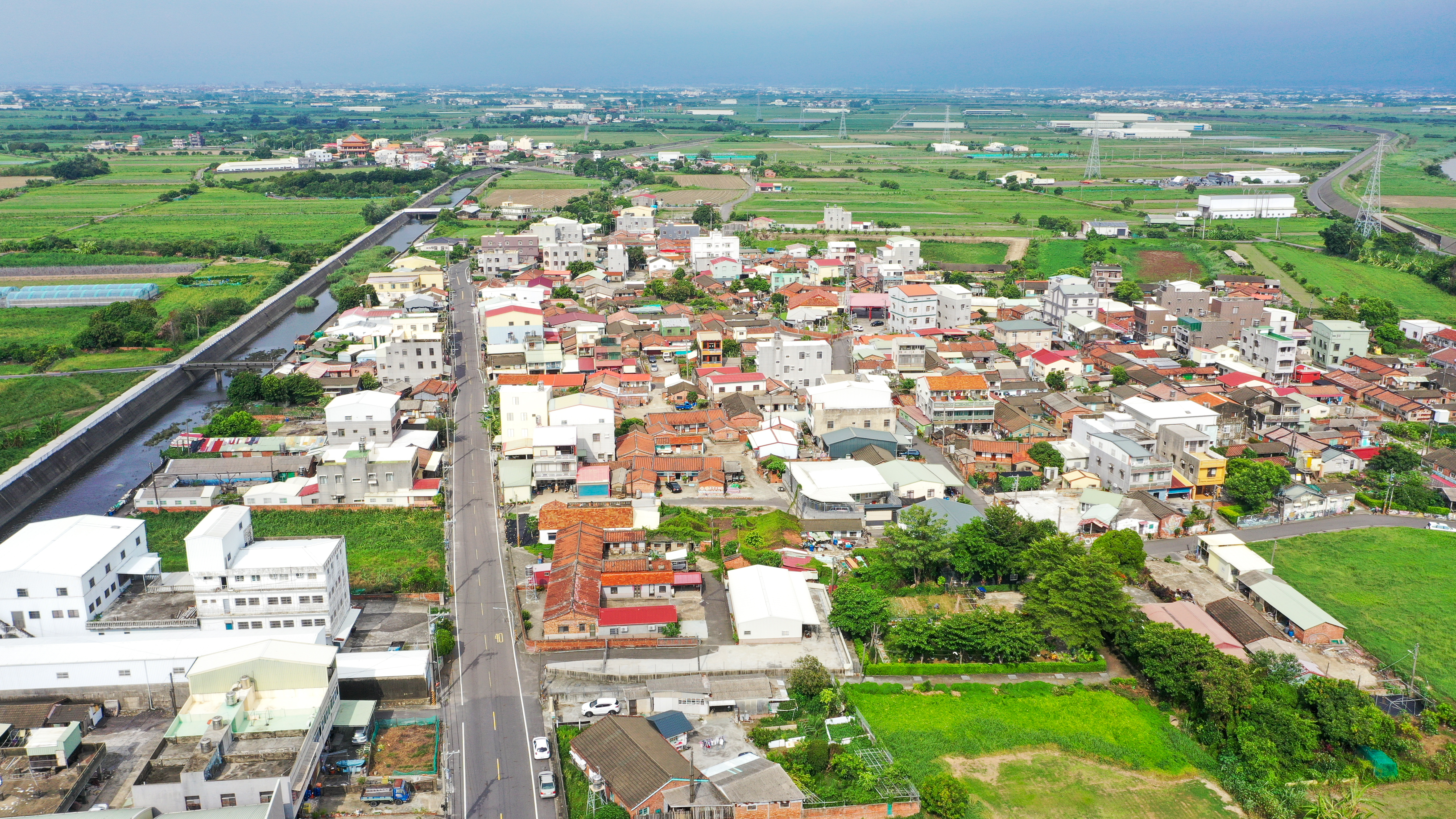
臺南市學甲區學甲寮空拍圖3